# Deutsche Leichtathletik-Hallenmeisterschaften 2020
Die 67. Deutschen Leichtathletik-Hallenmeisterschaften fanden am 22. und 23. Februar 2020 in der Arena Leipzig statt. Zum neunten Mal und zum zweiten Mal in Folge war Leipzig Gastgeber. Drei Wochen später sollten die Hallenweltmeisterschaften in Nanjing stattfinden, die wegen der COVID-19-Pandemie verschoben wurden.

## Ausgelagerte Wettbewerbe
Aus organisatorischen Gründen finden einige Wettbewerbe zu anderen Orten und Zeiten statt. Im Jahr 2020 sind dies:
- Mehrkämpfe (Siebenkampf und Fünfkampf):[1] 1. und 2. Februar 2020 in Leverkusen
- Langstaffeln (3 × 1000 m und 3 × 800 m):[2] 16. Februar 2020 in Neubrandenburg
- Bahngehen:[3] 28. Februar 2020 in Erfurt

## Medaillengewinner

### Männer
| Disziplin          | Gold                                                                                  | Leistung     | Silber                                                                                 | Leistung     | Bronze                                                                            | Leistung    |
| ------------------ | ------------------------------------------------------------------------------------- | ------------ | -------------------------------------------------------------------------------------- | ------------ | --------------------------------------------------------------------------------- | ----------- |
| 60 m               | Deniz Almas (VfL Wolfsburg)                                                           | 6,60 s       | Julian Wagner (LAC Erfurt)                                                             | 6,64 s       | Aleksandar Askovic (LG Augsburg)                                                  | 6,66 s      |
| 200 m              | Robin Erewa (TV Wattenscheid 01)                                                      | 20,80 s      | Felix Straub (SC DHfK Leipzig)                                                         | 20,83 s      | Owen Ansah (Hamburger SV)                                                         | 21,15 s     |
| 400 m              | Kevin Joite (Dresdner SC)                                                             | 47,13 s      | Justus Baumgarten (SCL Heel Baden-Baden)                                               | 47,64 s      | Lukas Peter (SC Jena)                                                             | 48,12 s     |
| 800 m              | Robert Farken (SC DHfK Leipzig)                                                       | 1:50,39 min  | Julius Lawnik (LG Braunschweig)                                                        | 1:51,38 min  | Dennis Biederbeck (LG Eintracht Frankfurt)                                        | 1:51,39 min |
| 1500 m             | Timo Benitz (LG farbtex Nordschwarzwald)                                              | 3:55,66 min  | Marius Probst (TV Wattenscheid 01)                                                     | 3:56,14 min  | Marc Tortell (Athletics Team Karben)                                              | 3:56,43 min |
| 3000 m             | Maximilian Thorwirth (SFD 75 Düsseldorf-Süd)                                          | 7:53,31 min  | Martin Grau (LAC Erfurt)                                                               | 7:56,20 min  | Florian Orth (LG Telis Finanz Regensburg)                                         | 7:59,10 min |
| 60 m Hürden        | Gregor Traber (LAV Tübingen)                                                          | 7,59 s       | Stefan Volzer (VfL Sindelfingen)                                                       | 7,93 s       | Tim Eikermann (TSV Bayer 04 Leverkusen)                                           | 7,96 s      |
| 4 × 200 m Staffel  | TSV Bayer 04 LeverkusenAleixo Platini Menga Daniel Hoffmann Sven Bulik Fabian Bürckel | 1:24,33 min  | TV Wattenscheid 01 2Robin Erewa Noel-Philippe Fiener Carlo Weckelmann Philipp Trutenat | 1:24,85 min  | LG Stadtwerke MünchenFabian Olbert Jakob Matauschek Vincente Graiani Yannick Wolf | 1:25,69 min |
| 3 × 1000 m Staffel | LG BraunschweigMax Dieterich Julius Lawnik Viktor Kuk                                 | 7:17,61 min  | LG Region KarlsruheAlexander Kessler Lorenz Herrmann Holger Körner                     | 7:30,60 min  | TSV Schott MainzThorben Juschka Erik Barzen Tobias Riker                          | 7:38,29 min |
| 5000 m Bahngehen   | Andreas Janker (LG Röthenbach)                                                        | 20:51,77 min | Steffen Borsch (SV Halle)                                                              | 21:42,84 min | Nur zwei Geher im Ziel                                                            |             |
| Hochsprung         | Mateusz Przybylko (TSV Bayer 04 Leverkusen)                                           | 2,23 m       | Tobias Potye (LG Stadtwerke München)                                                   | 2,20 m       | Benno Freitag (SSV Ulm 1846)                                                      | 2,17 m      |
| Stabhochsprung     | Bo Kanda Lita Baehre (TSV Bayer 04 Leverkusen)                                        | 5,70 m       | Oleg Zernikel (ASV Landau)                                                             | 5,40 m       | Karsten Dilla (TSV Bayer 04 Leverkusen)                                           | 5,40 m      |
| Weitsprung         | Maximilian Entholzner (1. FC Passau)                                                  | 7,81 m       | Gianluca Puglisi (Königsteiner LV)                                                     | 7,77 m       | Julian Howard (LG Region Karlsruhe)                                               | 7,77 m      |
| Dreisprung         | Felix Wenzel (SC Potsdam)                                                             | 15,74 m      | Max-Ole Klobasa (LC Jena)                                                              | 15,59 m      | Vincent Vogel (LAC Erdgas Chemnitz)                                               | 15,47 m     |
| Kugelstoßen        | David Storl (SC DHfK Leipzig)                                                         | 20,58 m      | Tobias Dahm (VfL Sindelfingen)                                                         | 20,13 m      | Dennis Lewke (SC DHfK Leipzig)                                                    | 20,03 m     |
| Siebenkampf        | Andreas Bechmann (LG Eintracht Frankfurt)                                             | 6097 Punkte  | Felix Wolter (TSV Gräfelfing)                                                          | 5550 Punkte  | Nico Beckers (Aachener TG)                                                        | 5495 Punkte |

### Frauen
| Disziplin         | Gold                                                                                   | Leistung     | Silber                                                                                 | Leistung     | Bronze | Leistung     |
| ----------------- | -------------------------------------------------------------------------------------- | ------------ | -------------------------------------------------------------------------------------- | ------------ | --- | ------------ |
| 60 m              | Lisa-Marie Kwayie (Neuköllner Sportfreunde)                                            | 7,21 s       | Malaika Mihambo (LG Kurpfalz)                                                          | 7,22         | Lisa Mayer (Sprintteam Wetzlar)                                                                           | 7,24         |
| 200 m             | Jessica-Bianca Wessolly (MTG Mannheim)                                                 | 23,37 s      | Amelie-Sophie Lederer (LG Telis Finanz Regensburg)                                     | 23,62 s      | Louisa Grauvogel (TSV Bayer 04 Leverkusen)                                                                | 23,77 s      |
| 400 m             | Corinna Schwab (LG Telis Finanz Regensburg)                                            | 52,65 s      | Laura Müller (LC Rehlingen)                                                            | 52,92 s      | Hannah Mergenthaler (MTG Mannheim)                                                                        | 53,39 s      |
| 800 m             | Christina Hering (LG Stadtwerke München)                                               | 2:02,14 min  | Katharina Trost (LG Stadtwerke München)                                                | 2:02,74 min  | Majtie Kolberg (LG Kreis Ahrweiler)                                                                       | 2:06,27 min  |
| 1500 m            | Hanna Klein (LAV Stadtwerke Tübingen)                                                  | 4:22,43 min  | Caterina Granz (LG Nord Berlin)                                                        | 4:24,21 min  | Vera Hoffmann (LC Rehlingen)                                                                              | 4:25,96 min  |
| 3000 m            | Hanna Klein (LAV Stadtwerke Tübingen)                                                  | 9:21,72 min  | Caterina Granz (LG Nord Berlin)                                                        | 9:24,71 min  | Svenja Pingpank (Hannover Athletics)                                                                      | 9:25,61 min  |
| 60 m Hürden       | Caroline Klein (TSV Bayer 04 Leverkusen)                                               | 8,15 s       | Ricarda Lobe (MTG Mannheim)                                                            | 8,19 s       | Lisa Maihöfer (LC Rehlingen)                                                                              | 8,24 s       |
| 4 × 200 m Staffel | TSV Bayer 04 Leverkusen 1Jennifer Montag Louisa Grauvogel Mareike Arndt Caroline Klein | 1:35,40 min  | LG Telis Finanz RegensburgCorinna Schwab Maike Schachtschneider Mona Mayer Katrin Fehm | 1:36,14 min  | TV Wattenscheid 01Synthia Oguama Christin Bischoff Sophie Bleibtreu Felina-Malin Fiener                   | 1:36,55 min  |
| 3 × 800 m Staffel | ASV Köln 1Kim Uhlendorf Christina Zwirner Vera Coutellier                              | 6:37,81 min  | LG Region KarlsruheSophia Seiter Antje Pfüller Adeline Haisch                          | 6:38,36 min  | Startgemeinschaft VfL Eintracht Hannover/VfL OldenburgJana Schlüsche Sarah Fleur Schulze Ann-Kathrin Kopf | 6:39,80 min  |
| 3000 m Bahngehen  | Josephine Grandi (SC Potsdam)                                                          | 14:20,82 min | Sarah Friedrich (LG Würm Athletik)                                                     | 14:22,10 min | Alina Leipe (SC Potsdam)                                                                                  | 15:23,98 min |
| Hochsprung        | Laura Gröll (LG Stadtwerke München)                                                    | 1,86 m       | Katarina Mögenburg (TSV Bayer 04 Leverkusen)                                           | 1,83 m       | Bianca Stichling (TSG 1862 Weinheim)                                                                      | 1,83 m       |
| Stabhochsprung    | Lisa Ryzih (ABC Ludwigshafen)                                                          | 4,45 m       | Stefanie Dauber (SSV Ulm 1846)                                                         | 4,30 m       | Janina Pollatz (SC Potsdam)                                                                               | 4,20 m       |
| Weitsprung        | Malaika Mihambo (LG Kurpfalz)                                                          | 6,77 m       | Maryse Luzolo (Königsteiner LV)                                                        | 6,44 m       | Merle Homeier (LG Göttingen)                                                                              | 6,41 m       |
| Dreisprung        | Neele Eckhardt (LG Göttingen)                                                          | 14,09 m      | Kristin Gierisch (LAC Erdgas Chemnitz)                                                 | 14,03 m      | Jessie Maduka (ART Düsseldorf)                                                                            | 13,40 m      |
| Kugelstoßen       | Alina Kenzel (VfL Waiblingen)                                                          | 18,14 m      | Katharina Maisch (LV 90 Erzgebirge)                                                    | 17,98 m      | Julia Ritter (TV Wattenscheid 01)                                                                         | 17,46 m      |
| Fünfkampf         | Vanessa Grimm (Königsteiner LV)                                                        | 4263 Punkte  | Janina Lange (MTV Lübeck)                                                              | 4200 Punkte  | Mareike Arndt (TSV Bayer 04 Leverkusen)                                                                   | 4110 Punkte  |